# Assensbanen
Assensbanen var en statsejet jernbane mellem Tommerup Stationsby og Assens 1884-1966. Godstrafikken fortsatte i stadig mindre omfang til 1996. Skinnerne er siden 1998 brugt til kørsel med skinnecykler.

## Historie
Banen havde hjemmel i lov af 18. februar 1881. Anlægsarbejdet blev påbegyndt i efteråret 1882.
Sukkerfabrikken i Assens var den største bruger af banen. I Glamsbjerg blev der afsendt trækævler, og forarbejdet træ ankom fra Sverige til byens trævirksomheder. Øl og vand var også en vigtig godsartikel for banen. Nårup, Flemløse og Ebberup havde ikke megen godstrafik, og her blev læssesporene tidligt fjernet.
I 1968 blev der i km 27,3 etableret et næsten 1 km langt sidespor til cellulosefabrikken, der var opført i 1966 af Flemming Juncker og lokale skovejere. Den blev lukket omkring 1978, og i 1982 startede man en ny fabrik Genfiber, som omdannede gamle aviser til nye papirfibre. Den blev lukket i 1993.
I Assens blev sporet langs sukkerfabrikken og havnen i 1969 sidetrukket mod vest for at give plads til anlæg af Søndre Ringvej.

## Strækningsdata
- Åbnet: 31. maj 1884
- Samlet længde: 29,2 km
- Enkeltsporet
- Sporvidde: 1.435 mm
- Skinnevægt: 32/37/45 kg/m
- Maks. akseltryk: 20 t, Ebberup-Assens dog 16 t
- Nedlagt: 21. maj 1966 – godstrafik til 2005

## Standsningssteder
- Tommerup station (Tp) i km 0,0. Anlagt på bar mark som station på Den fynske hovedbane, og Tommerup Stationsby voksede op omkring den. Lidt sydøst for stationsterrænet gik et 500 m langt sidespor til landbrugsmaskinfabrikken Stegsted.
- Knarreborg station (Kg) i km 3,3. Ligger i byen Tommerup, men fik navnet Knarreborg fordi der allerede var en Tommerup Station.
- Kivsmose trinbræt (Kmt) i km 5,6.
- Nårup station (Hp) i km 7,0 med svinefold og kolonnehus.[3]
- Holtegård trinbræt (Hgt) i km 8,6 med træskur.
- Glamsbjerg station (Gm) i km 11,3.
- Koppenbjerg trinbræt (Kbt) i km 13,3.
- Flemløse station (Fø) i km 16,1 med krydsningsspor og læssespor ved vandtårn og svinefold.
- Høed trinbræt (Høt) i km 18,8.[4]
- Ebberup Station (Ep) i km 22,1 med krydsningsspor og læssespor ved enderampe og svinefold.
- Kærum trinbræt (Kjæ) i km 24,9.
- Assens station (Ac) i km 29,2 med remise, kulgård, vandtårn, enderampe, siderampe, havnespor og sidespor til sukkerfabrikken og svineslagteriet.

### Bevarede stationsbygninger
Alle stationsbygninger er bevaret, men ekspeditionsbygningen til Kærum billetsalgssted er nedrevet.
- Knarreborg: Skolevej 1, Tommerup
- Nårup: Skovsbovej 23
- Glamsbjerg: Teglværksvej 4
- Flemløse: Stationsvej 1
- Ebberup: Ebberupvej 73
- Assens: Søndre Ringvej 4

## Nedlæggelsen
Banen blev lukket for persontrafik i 1966, hvor transportsministeren ved lov af 14. april blev bemyndiget til at indskrænke banens drift til kun at befordre vognladningsgods samt til senere helt at nedlægge banen. I december 2004, hvor det var meget længe siden der havde været godstrafik af betydning på banen, ønskede Assens Kommune at få frigjort de bynære sporarealer, så den kunne lægge planer for udvikling af området. Det bakkede ministeren op ved at give Banedanmark tilladelse til at gå i forhandling med kommunen om endelig nedlæggelse af banen.

## Strækninger hvor banetracéet er bevaret
Assensbanens skinner er taget op på Tommerup Station. De sidste skinner på stationsterrænet i Assens blev taget op i 2014. Skinnecyklerne kan stadig benytte 28½ km af banens oprindelige længde på 29,2 km. I Tommerup og Nårup er der lavet drejeskiver til de ret tunge 4-personers skinnecykler.
Det første stykke af cellulosesporet ligger i en indhegnet fold og er ikke altid tilgængeligt. Resten er tilgroet.
- Skinnerne starter sydøst for Tommerup Station
- Sporskifte forude og skinnerest th. fra Stegsteds sidespor
- Her lå Kivsmose trinbræt
- Her lå Holtegård trinbræt
- Stationsterrænet i Glamsbjerg
- Her lå Koppenbjerg trinbræt
- Her lå Høed trinbræt
- Her lå Kærum billetsalgssted
- Cellulosesporet går fra. Th. ses trækbuk til afløbsspor
- Efter lågen er cellulosesporet tilgroet
- Skinnerne slutter ved Næsvej i Assens
- Skinnecykler og drejeskive